# 87 Sylvia
För andra betydelser, se Sylvia.
87 Sylvia eller A909 GA är en asteroid upptäckt 16 maj 1866 av den brittiske astronomen Norman Robert Pogson i Madras. Asteroiden har enligt vissa källor fått sitt namn efter astronomen Camille Flammarion's första hustru, Sylvie Petiaux-Hugo Flammarion. Podgson däremot hävdar att namnet kommer från Rhea Silvia, modern till Romulus och Remus inom romersk mytologi.
Den tillhör asteroidgruppen Cybele.
Nordpolen är riktad mot (72,4±0,5°, 62,6±0,5°) i elliptiska koordinater. Dess form är något utsträckt, den är 30-40% längre än vad den är bred och tjock. Asteroiden var den första där man upptäckt två månar. Upptäckten av dessa månar har gjort det möjligt att mer exakt bestämma dimensioner och densiteten hos asteroiden. Den låga densiteten (1,2 g/cm³) antyder att asteroiden består av löst packade block och damm med en porositet på 25-60%.

## Satelliter
Sedda från Sylvia skulle månarna ha ungefär samma storlek då den mindre (Remus) har en omloppsbana närmare asteroiden. Då asteroiderna ligger i det närmaste i samma plan, kommer de (från Sylvia sett) att ockultera varandra en gång varje 2,2 dygn. Under delar av Sylvias omloppsbana kommer månarna att ge solförmörkelser på Sylvia. Sedd från den inre månen (Remus) är Sylvia enorm och täcker 30°×18° av stjärnhimlen. Från Romulus mäter Sylvia 16°×10°.

### Romulus
En måne upptäcktes 18 februari 2001 av M. E. Brown och J. L. Margot från Keck-observatoriet vid Mauna Kea. Månen fick sitt officiella namn (87) Sylvia I Romulus 2005.
Asteroidmånen är 18±4 km stor. Omloppsbanan har medelavståndet  1 356±5 till Sylvia och lutar 1,7±1,0°. Omloppstiden är 3,6496±0,0007 d.

### Remus
Den andra månen upptäcktes 9 augusti 2004 av Franck Marchis med flera från VLT vid ESO i Chile. Det officiella namnet  (87) Sylvia II Remus fick månen 2005.
Asteroidmånen är 7±2 km stor. Omloppsbanan har medelavståndet 706±5 km och lutar 2,0±1,0°. Omloppstiden är 1,3788±0,0007 d.